# Смольников, Игорь Александрович
И́горь Алекса́ндрович Смо́льников (род. 8 августа 1988[…], Каменск-Уральский, Свердловская область) — российский футболист, защитник. Заслуженный мастер спорта России (2018).

## Клубная карьера
Воспитанник московского «Локомотива». Проведя успешный сезон в первом дивизионе за московское «Торпедо», обратил на себя внимание скаутов клубов премьер-лиги, после чего вернулся в стан «Локомотива». В марте 2009 года был отдан в аренду екатеринбургскому «Уралу», тем самым вернувшись в родную Свердловскую область. Провёл за «Урал» 12 матчей, после чего перешёл на правах аренды в клуб «Чита», в состав которого был дозаявлен 4 августа.
В ноябре 2009 года, после окончания турнира первого дивизиона, вернулся в расположение «Локомотива». По словам главного тренера «Локомотива-2» Евгения Харлачёва, должен был играть за его команду в 2010 году, однако был внесён в заявку основной команды.
Сыграв в нескольких матчах за основу «Локомотива» в чемпионате России 2010 года, в конце июля был приглашён в молодёжную сборную России и мог дебютировать за неё 11 августа в матче против сборной Латвии в рамках отборочного турнира чемпионата Европы 2011 года среди молодёжных сборных, однако остался в запасе. Россия выиграла — 2:1.
В августе 2011 года на правах аренды перешёл в «Ростов».
В июне 2012 года, воспользовавшись пунктом в контракте, перешёл в «Краснодар».
13 августа 2013 года «Зенит» и «Краснодар» достигли договорённость о переходе Смольникова. Трансфер обошёлся вице-чемпионам страны в 6 миллионов евро.
Первый матч за «Зенит» провёл 17 августа 2013 года против «Анжи», а 9 августа 2014 года забил свой первый мяч за клуб.
13 сентября 2014 года забил решающий гол «Динамо» (3:2) в концовке матча.
За «Зенит» провёл 198 матчей, забил 10 мячей, отдал 11 результативных передач и покинул команду в июле 2020 года.
29 июля 2020 года после окончания контракта перешёл в «Краснодар».
23 июля 2021 года на правах свободного агента перешёл в тульский «Арсенал».
16 июля 2022 года вернулся в московское «Торпедо», подписав однолетний контракт. 27 декабря контракт был расторгнут.
8 февраля 2023 года вернулся в московский «Локомотив» и подписал контракт до конца сезона.
27 августа 2023 года объявил о завершении игровой карьеры.

### Личная жизнь
Жена — Екатерина Смольникова, журналист по образованию, ведёт передачу «Zenit Family» на YouTube-канале клуба, занимается благотворительностью. Два сына, занимаются в футбольных школах.
Смольников обладает закрытым характером, неразговорчив, не использует соцсети и не любит давать интервью.

## Карьера в сборной
Участник юношеского чемпионата Европы 2007 (U-19) в составе сборной России 1988 года рождения, которая в ходе отборочных матчей сумела обыграть команды сверстников из Англии и Чехии, сыграла вничью с голландцами. На самом турнире российские юноши выступили неудачно, потеряв шансы на выход из группы уже после двух матчей.
За национальную сборную дебютировал в товарищеском матче со сборной Южной Кореи 19 ноября 2013 года.
Участник чемпионата Европы 2016 года во Франции, домашнего Кубка конфедераций 2017 года и чемпионата мира 2018 года. На чемпионате мира в матче с Уругваем (0:3) получил две жёлтые карточки и был удалён с поля ещё в первом тайме. После чемпионата мира сыграл за сборную один товарищеский матч осенью 2018 года, после чего больше не выступал за национальную команду, вплоть до 2020 года.
4 октября 2020 года из-за повреждения Сергея Петрова был вызван в сборную на матчи с командами Швеции, Турции и Венгрии. 2 ноября 2020 года вновь получил вызов в национальную команду на игры с Молдовой, Турцией и Сербией, однако из-за повреждения мышцы задней поверхности бедра не смог принять участие в поединках. 15 марта 2021 года вызывался в сборную для участия в матчах отбора на чемпионат мира 2022 года против Мальты, Словении и Словакии.
11 мая 2021 года был включён в резервный список сборной России для подготовки к чемпионату Европы 2020 года, но в окончательную заявку на турнир не попал.

## Статистика выступлений

### Клубная
| Выступление        | Выступление      | Выступление      | Лига | Лига | Кубки | Кубки | Еврокубки | Еврокубки | Стыковые матчи | Стыковые матчи | Итого | Итого |
| Клуб               | Лига             | Сезон            | Игры | Голы | Игры  | Голы  | Игры      | Голы      | Игры           | Голы           | Игры  | Голы  |
| ------------------ | ---------------- | ---------------- | ---- | ---- | ----- | ----- | --------- | --------- | -------------- | -------------- | ----- | ----- |
| Торпедо (Москва)   | РФПЛ             | 2006             | 4    | 0    | 1     | 0     | —         | —         | —              | —              | 5     | 0     |
| Торпедо (Москва)   | Первый дивизион  | 2007             | 26   | 2    | 2     | 0     | —         | —         | —              | —              | 28    | 2     |
| Торпедо (Москва)   | Итого            | Итого            | 30   | 2    | 3     | 0     | —         | —         | —              | —              | 33    | 2     |
| Локомотив (Москва) | РФПЛ             | 2008             | 1    | 0    | 1     | 0     | —         | —         | —              | —              | 2     | 0     |
| Локомотив (Москва) | РФПЛ             | 2010             | 14   | 0    | 1     | 0     | —         | —         | —              | —              | 15    | 0     |
| Локомотив (Москва) | Итого            | Итого            | 15   | 0    | 2     | 0     | —         | —         | —              | —              | 17    | 0     |
| → Урал             | Первый дивизион  | 2009             | 12   | 0    | 0     | 0     | —         | —         | —              | —              | 12    | 0     |
| → Урал             | Итого            | Итого            | 12   | 0    | 0     | 0     | —         | —         | —              | —              | 12    | 0     |
| → Чита             | Первый дивизион  | 2009             | 15   | 2    | 0     | 0     | —         | —         | —              | —              | 15    | 2     |
| → Чита             | Итого            | Итого            | 15   | 2    | 0     | 0     | —         | —         | —              | —              | 15    | 2     |
| → Жемчужина-Сочи   | ФНЛ              | 2011/12          | 18   | 1    | 2     | 0     | —         | —         | —              | —              | 20    | 1     |
| → Жемчужина-Сочи   | Итого            | Итого            | 18   | 1    | 2     | 0     | —         | —         | —              | —              | 20    | 1     |
| → Ростов           | РФПЛ             | 2011/12          | 23   | 1    | 3     | 0     | —         | —         | 2              | 0              | 28    | 1     |
| → Ростов           | Итого            | Итого            | 23   | 1    | 3     | 0     | —         | —         | 2              | 0              | 28    | 1     |
| Краснодар          | РФПЛ             | 2012/13          | 26   | 0    | 1     | 0     | —         | —         | —              | —              | 27    | 0     |
| Краснодар          | РФПЛ             | 2013/14          | 4    | 0    | 0     | 0     | —         | —         | —              | —              | 4     | 0     |
| Краснодар          | Итого            | Итого            | 30   | 0    | 1     | 0     | —         | —         | —              | —              | 31    | 0     |
| Зенит (СПб)        | РФПЛ             | 2013/14          | 20   | 0    | 1     | 0     | 9         | 0         | —              | —              | 30    | 0     |
| Зенит (СПб)        | РФПЛ             | 2014/15          | 23   | 4    | 0     | 0     | 12        | 0         | —              | —              | 35    | 4     |
| Зенит (СПб)        | РФПЛ             | 2015/16          | 26   | 3    | 4     | 1     | 5         | 0         | —              | —              | 35    | 4     |
| Зенит (СПб)        | РФПЛ             | 2016/17          | 17   | 0    | 1     | 0     | 2         | 0         | —              | —              | 20    | 0     |
| Зенит (СПб)        | РФПЛ             | 2017/18          | 22   | 0    | 0     | 0     | 7         | 0         | —              | —              | 29    | 0     |
| Зенит (СПб)        | РПЛ              | 2018/19          | 23   | 1    | 0     | 0     | 9         | 0         | —              | —              | 32    | 1     |
| Зенит (СПб)        | РПЛ              | 2019/20          | 12   | 0    | 4     | 1     | 3         | 0         | —              | —              | 19    | 1     |
| Зенит (СПб)        | Итого            | Итого            | 143  | 8    | 10    | 2     | 47        | 0         | —              | —              | 200   | 10    |
| Краснодар          | РПЛ              | 2020/21          | 23   | 0    | 1     | 0     | 8         | 0         | —              | —              | 32    | 0     |
| Краснодар          | Итого            | Итого            | 23   | 0    | 1     | 0     | 8         | 0         | —              | —              | 32    | 0     |
| Арсенал            | РПЛ              | 2021/22          | 27   | 1    | 0     | 0     | —         | —         | —              | —              | 27    | 1     |
| Арсенал            | Итого            | Итого            | 27   | 1    | 0     | 0     | —         | —         | —              | —              | 27    | 1     |
| Торпедо (Москва)   | РПЛ              | 2022/23          | 16   | 1    | 5     | 0     | —         | —         | —              | —              | 21    | 1     |
| Торпедо (Москва)   | Итого            | Итого            | 16   | 1    | 5     | 0     | —         | —         | —              | —              | 21    | 1     |
| Локомотив (Москва) | РПЛ              | 2022/23          | 6    | 0    | 3     | 0     | —         | —         | —              | —              | 9     | 0     |
| Локомотив (Москва) | Итого            | Итого            | 6    | 0    | 3     | 0     | —         | —         | —              | —              | 9     | 0     |
| Всего за карьеру   | Всего за карьеру | Всего за карьеру | 358  | 16   | 30    | 2     | 55        | 0         | 2              | 0              | 445   | 18    |

### Матчи за сборную
| Матчи Смольникова за сборную России | Матчи Смольникова за сборную России | Матчи Смольникова за сборную России | Матчи Смольникова за сборную России | Матчи Смольникова за сборную России | Матчи Смольникова за сборную России |
| №                                   | Дата                                | Оппонент                            | Счёт                                | Голы                                | Соревнование                        |
| ----------------------------------- | ----------------------------------- | ----------------------------------- | ----------------------------------- | ----------------------------------- | ----------------------------------- |
| 1                                   | 19 ноября 2013                      | Республика Корея                    | 2:1                                 | —                                   | Товарищеский матч                   |
| 2                                   | 3 сентября 2014                     | Азербайджан                         | 4:0                                 | —                                   | Товарищеский матч                   |
| 3                                   | 8 сентября 2014                     | Лихтенштейн                         | 4:0                                 | —                                   | Отборочные матчи ЧЕ-2016            |
| 4                                   | 9 октября 2014                      | Швеция                              | 1:1                                 | —                                   | Отборочные матчи ЧЕ-2016            |
| 5                                   | 27 марта 2015                       | Черногория                          | 0:3                                 | —                                   | Отборочные матчи ЧЕ-2016            |
| 6                                   | 7 июня 2015                         | Беларусь                            | 4:2                                 | —                                   | Товарищеский матч                   |
| 7                                   | 14 июня 2015                        | Австрия                             | 0:1                                 | —                                   | Отборочные матчи ЧЕ-2016            |
| 8                                   | 5 сентября 2015                     | Швеция                              | 1:0                                 | —                                   | Отборочные матчи ЧЕ-2016            |
| 9                                   | 8 сентября 2015                     | Лихтенштейн                         | 0:7                                 | —                                   | Отборочные матчи ЧЕ-2016            |
| 10                                  | 9 октября 2015                      | Молдова                             | 1:2                                 | —                                   | Отборочные матчи ЧЕ-2016            |
| 11                                  | 26 марта 2016                       | Литва                               | 3:0                                 | —                                   | Товарищеский матч                   |
| 12                                  | 29 марта 2016                       | Франция                             | 4:2                                 | —                                   | Товарищеский матч                   |
| 13                                  | 1 июня 2016                         | Чехия                               | 2:1                                 | —                                   | Товарищеский матч                   |
| 14                                  | 5 июня 2016                         | Сербия                              | 1:1                                 | —                                   | Товарищеский матч                   |
| 15                                  | 11 июня 2016                        | Англия                              | 1:1                                 | —                                   | Финальные матчи ЧЕ-2016             |
| 16                                  | 15 июня 2016                        | Словакия                            | 1:2                                 | —                                   | Финальные матчи ЧЕ-2016             |
| 17                                  | 20 июня 2016                        | Уэльс                               | 0:3                                 | —                                   | Финальные матчи ЧЕ-2016             |
| 18                                  | 9 октября 2016                      | Коста-Рика                          | 3:4                                 | —                                   | Товарищеский матч                   |
| 19                                  | 5 июня 2017                         | Венгрия                             | 0:3                                 | —                                   | Товарищеский матч                   |
| 20                                  | 9 июня 2017                         | Чили                                | 1:1                                 | —                                   | Товарищеский матч                   |
| 21                                  | 24 июня 2017                        | Мексика                             | 2:1                                 | —                                   | Кубок конфедераций 2017             |
| 22                                  | 11 ноября 2017                      | Аргентина                           | 0:1                                 | —                                   | Товарищеский матч                   |
| 23                                  | 14 ноября 2017                      | Испания                             | 3:3                                 | —                                   | Товарищеский матч                   |
| 24                                  | 23 марта 2018                       | Бразилия                            | 0:3                                 | —                                   | Товарищеский матч                   |
| 25                                  | 27 марта 2018                       | Франция                             | 1:3                                 | —                                   | Товарищеский матч                   |
| 26                                  | 30 мая 2018                         | Австрия                             | 1:0                                 | —                                   | Товарищеский матч                   |
| 27                                  | 5 июня 2018                         | Турция                              | 1:1                                 | —                                   | Товарищеский матч                   |
| 28                                  | 25 июня 2018                        | Уругвай                             | 3:0                                 | —                                   | Финальные матчи ЧМ-2018             |
| 29                                  | 10 сентября 2018                    | Чехия                               | 5:1                                 | —                                   | Товарищеский матч                   |
| 30                                  | 14 октября 2020                     | Венгрия                             | 0:0                                 | —                                   | Лига наций УЕФА 2020/2021           |

Итого: 30 матчей / 0 голов; 11 побед, 7 ничьих, 12 поражений.

## Достижения

### Командные
«Зенит» (СПб)
- Чемпион России (3): 2014/15, 2018/19, 2019/20
- Серебряный призёр чемпионата России: 2013/14
- Бронзовый призёр чемпионата России (2): 2015/16, 2016/17
- Обладатель Кубка России (2): 2015/16, 2019/20
- Обладатель Суперкубка России (2): 2015, 2016
- Итого: 7 трофеев

### Личные
- Заслуженный мастер спорта России (2018)
- В списках 33 лучших футболистов чемпионата России (4): 2014/15 (II), 2015/16 (I), 2016/17 (II), 2017/18 (II)
- Почётная грамота Президента Российской Федерации (27 июля 2018 года) — за большой вклад в развитие отечественного футбола и высокие спортивные достижения[31]